# Cold Spring Harbor Laboratory

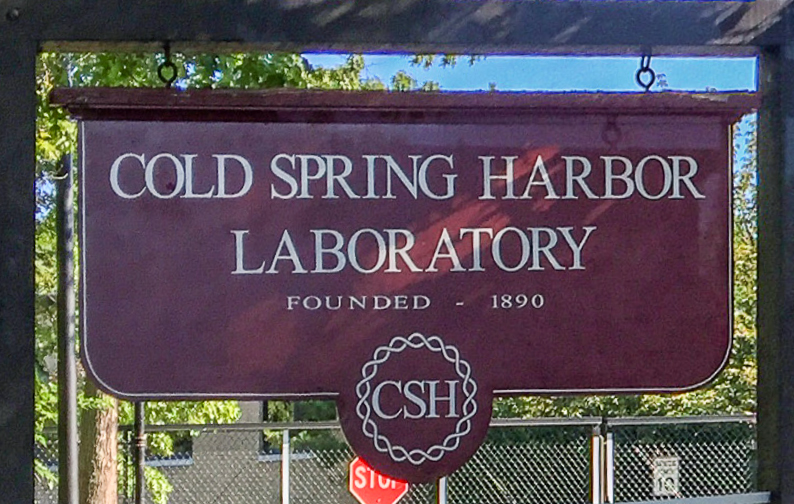
Eingang des Cold Spring Harbor Laboratory

Cold Spring Harbor Laboratory (CSH) ist eine Forschungsinstitution, die aus mehreren Laboratorien in Laurel Hollow, New York, auf Long Island, besteht. Die Forschungsschwerpunkte liegen in Krebsforschung, Neurobiologie, Pflanzengenetik, Genomik und Bioinformatik. Das Forschungszentrum betreibt unter anderem ein Graduiertenprogramm (Watson School of Biological Sciences). Neun Nobelpreisträger waren bisher am CSH tätig.
1890 wurde das Laboratorium als Abteilung des Brooklyn Institute of Arts and Sciences gegründet. 1904 gründete die Carnegie Institution of Washington die Station for Experimental Evolution in Cold Spring Harbor. 1921 wurde das Laboratorium zum Carnegie Institution Department of Genetics umorganisiert. James Watson (Mitentdecker der DNA-Struktur) war 35 Jahre lang Direktor und später Chancellor des Laboratoriums. 1994 wurde der australische Krebs-Forscher Bruce Stillman als Direktor zu Watsons Nachfolger berufen, seit 2003 ist er Präsident (Stand 2019).
Das Institut organisiert unter anderem alljährlich die Cold Spring Harbor Symposia on Quantitative Biology.